# Кода (приток Илеши)
Кода — река в Архангельской области России. Протекает в восточной части Верхнетоемского района. Правый приток реки Илеша (бассейн Пинеги).
Кода берёт начало западнее истока Илеши. Течёт с юго-востока на северо-запад. Впадает в Большую Илешу в 5 км к югу от нежилой деревни Усть-Илеша. В верхнем течении носит название Малая Кода, после впадения реки Малетина — Большая Кода. Длина реки — 59 км, площадь водосбора — более 100 км². В среднем течении реки, на правом берегу находился посёлок Кода.
Притоки: Половинец, Верхний Половинец, Кадова, Пичков, Кодова, Малетина, Тявсор, Карговская, Рассоха.
В 1935 году писатель М. М. Пришвин совершил ещё одно своё путешествие на Русский Север в поисках «Берендеевой чащи» — не тронутого топором леса. Поднявшись на лодке-осиновке вверх по Коде, он отправился пешком по дремучему лесу вместе с проводниками и нашёл трёхсотлетний лес. Писатель так писал о сказочном лесе: «Лес там — сосна за триста лет, дерево к дереву, там стяга не вырубишь! И такие ровные деревья, и такие чистые! Одно дерево срубить нельзя, прислонится к другому, а не упадёт».